# 0시를 향하여
《0시를 향하여》는 애거사 크리스티의 추리 소설이다. 1956년 연극으로 각색되어 런던 웨스트 엔드의 세인트 제임스 극장에서 상연되었다.

## 줄거리
잘생기고 부유한 테니스 스타 네빌 스트레인지와 그를 둘러싼 두 명의 여자, 조용하고 고상한 첫 번째 부인 오드리와 매력적인 두 번째 부인 케이! 그리고 모든 사람들이 각자의 배역을 부여 받고 대저택에 도착한 순간, 모든 것은 단 하나의 목적을 향해 흐르기 시작한다. 바로 0시, 살인을 향하여!

## 평가
크리스티의 어떤 팬이라도 분명 이 작품에서 그녀가 최고의 장기를 발휘했음을 알 수 있을 것이다. 생생힐 캐릭터들이 선보이는 인간 본성의 현대적인 향연만으로도, 0시를 향하여는 탁월한 탐정 소설이라는 아낌없는 찬사를 받을 자격이 충분하다.— 타임스